# Natuur (werkelijkheid)

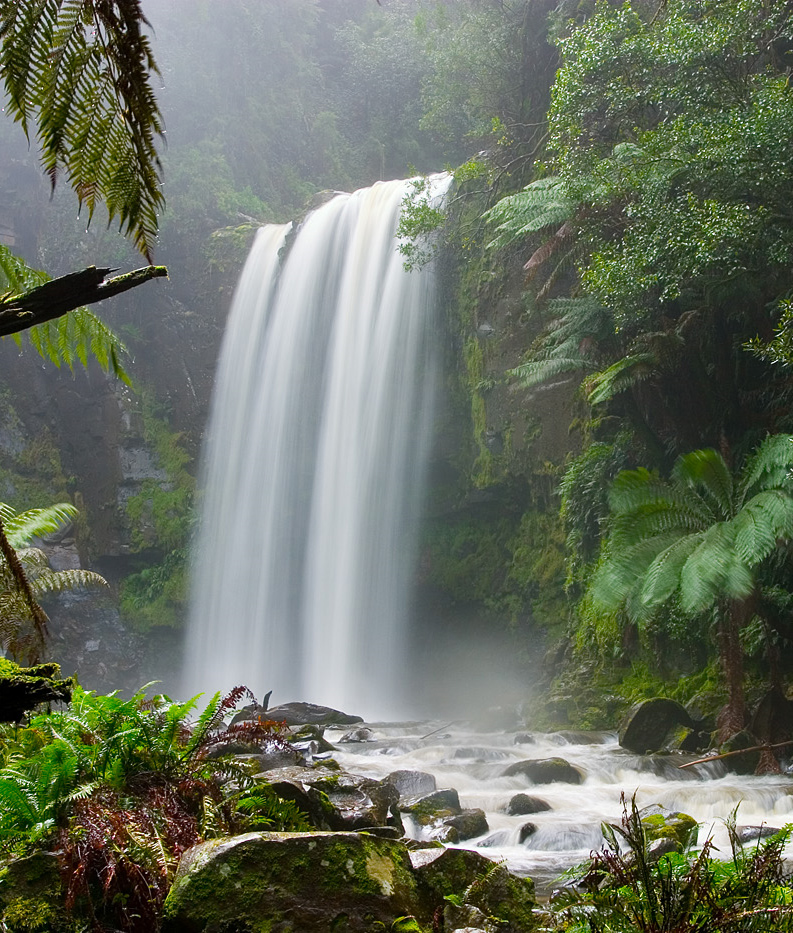
Hopetoun Falls, Beech Forest, vlakbij Otway National Park, Victoria, Australië.

De natuur is de inhoud en werking van het heelal, zowel niet-levend als levend. De natuur wordt met name bestudeerd door de natuurwetenschappen.
De niet-levende natuur omvat onder meer atomen, chemische stoffen, meteorologische, geologische en geomorfologische processen, straling, het buitenaardse, de materie en energie waar dit alles uit bestaat en de relaties hiertussen. De levende natuur omvat de levende organismen, zoals planten, dieren (waaronder ook de mens).
Hoewel de mens ook tot de natuur behoort, noemt men menselijke activiteit (het 'kunstmatige') doorgaans cultureel of antropogeen in plaats van natuurlijk. In het kader van bijvoorbeeld ecologie, landschapsbeheer en natuurbescherming, hanteert men werkdefinities om verschillende 'typen natuur' te kunnen benoemen naar de mate van menselijke ingreep. Zo maakt men bijvoorbeeld onderscheid in volledig natuurlijke en halfnatuurlijke natuurgebieden, maar ook stadsnatuur en agrarische natuur.
'Natuurlijk' wordt ook wel tegenover 'bovennatuurlijk' geplaatst, datgene waarvan men gelooft dat het zich onttrekt aan natuurlijke processen die de empirische wetenschap onderzoekt.
De relatie tussen mens en natuur (onder andere milieubeheer en milieuhygiëne) en de betekenis van de term natuur zijn geregeld onderdeel van filosofische discussies. Deze discussies hebben ook praktische betekenis, als het bijvoorbeeld over natuurbescherming gaat.

## Natuurkunde

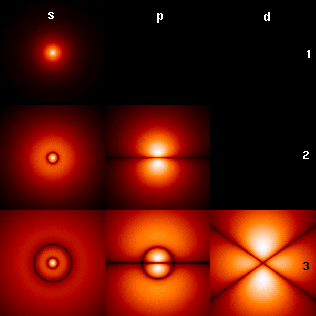
Electronenconfiguraties geven gestalte aan diverse chemische eigenschappen.

Volgens de natuurkunde bestaat de kosmos of natuur uit materie en energie. De materie wordt als equivalent aan energie gezien omdat energie en massa in elkaar kunnen overgaan. Materie manifesteert zich in deeltjes van verschillende aard, zoals atomen die chemische verbindingen kunnen aangaan en moleculen vormen.
Verder is volgens de natuurkunde het universum te beschrijven in een model waarin vier dimensies samenkomen, drie dimensies in ruimte (lengte, breedte, hoogte) en een dimensie in tijd (duur). Volgens de relativiteitstheorie staan ruimte en tijd niet los van elkaar.
Daarnaast zijn vier fundamentele natuurkrachten bekend, waaronder de sterke kernkracht die kleine deeltjes bindt zoals quarks en die zo protonen en neutronen kunnen vormen en de zwaartekracht die materie op grote schaal bij elkaar houdt.
Het heelal is 13,7 miljard jaar geleden ontstaan in de oerknal uit een heet puntvormig begin met oneindige dichtheid van de materie en oneindige temperatuur. Tijdens de eerste minuten ontstonden elementaire deeltjes, waaruit de elementen waterstof en helium ontstonden. Hieruit konden na zo'n 200 miljoen jaar de eerste sterren en sterrenstelsels worden gevormd.
Ook nadien verandert het heelal van aard, vorm en samenstelling. Het heelal dijt uit en koelt af.

## De planeet Aarde

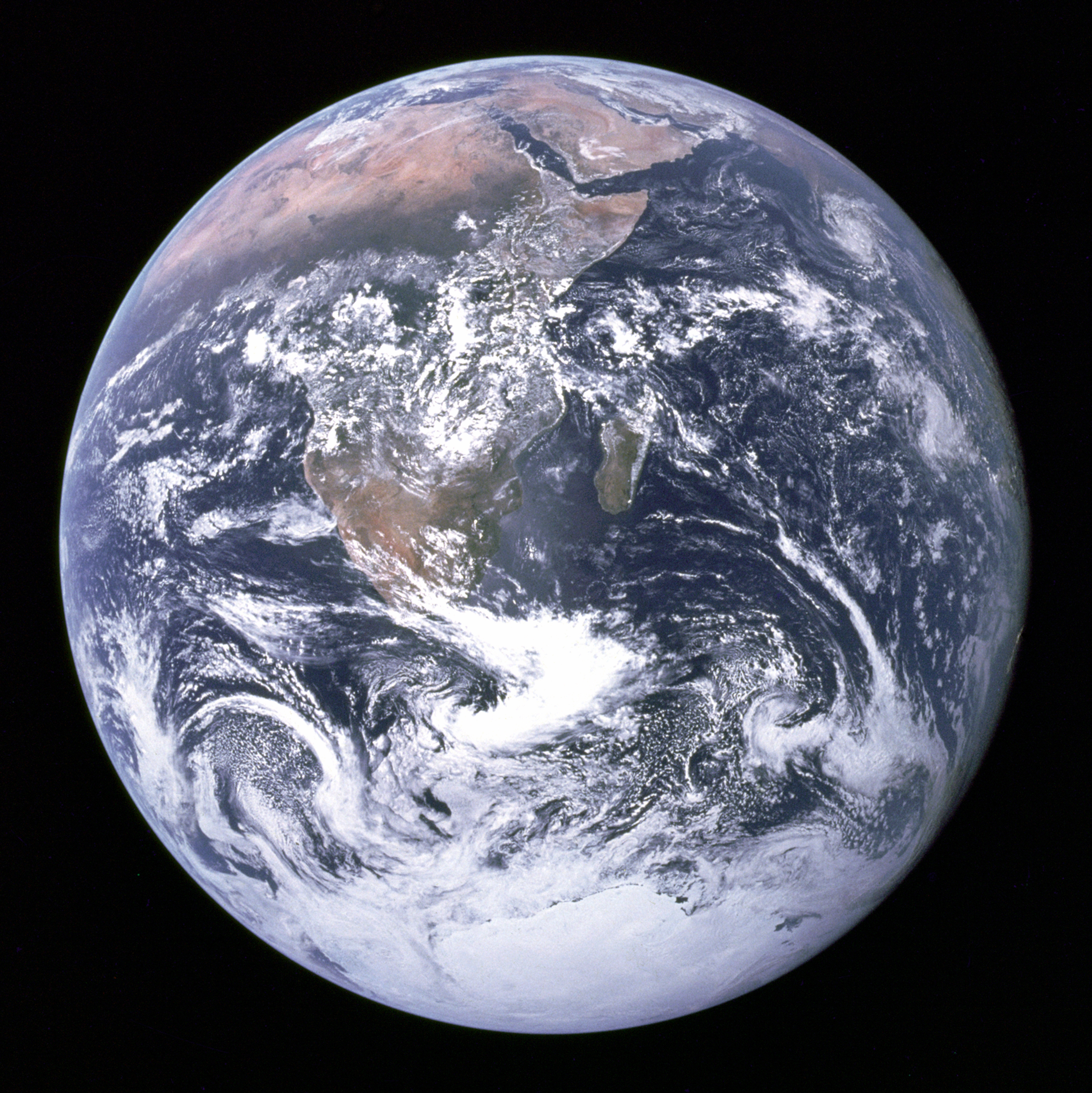
Een volledig verlicht halfrond van de Aarde gezien vanuit de Apollo 17 in 1972.

De Aarde is de derde planeet vanaf de Zon in het Zonnestelsel. De atmosfeer is na het ontstaan van de aarde voortdurend en aanmerkelijk veranderd. Mede door de activiteiten van primitieve organismen kon de biosfeer zich verder uitbreiden en ontstonden meer stabiele omstandigheden op aarde. Ondanks regionale verschillen in klimaat - door breedtegraad en andere geografische factoren - is het gemiddelde wereldwijde klimaat redelijk stabiel tijdens interglaciale perioden. Wijzigingen in de temperatuur van enkele graden hadden al grote invloed op de ecologische omstandigheden.
De aardkorst is samengesteld uit verschillende schollen die zich over de onderliggende aardmantel verplaatsen. Het binnenste van de planeet is actief, met een dikke laag gesmolten gesteente en een ijzerhoudende kern die een magnetisch veld voortbrengt.
Ongeveer 70% van het aardoppervlak bestaat uit oceanen met zout water, in een complex stroomsysteem. De rest bestaat uit continenten en eilanden. Het grootste deel van het bewoonde land bevindt zich op het noordelijk halfrond.
Prominente kenmerken van het Aardse klimaat zijn de twee grote poolgebieden, twee smalle gematigde zones, en brede tropische/subtropische stroken rond de evenaar. Verschillende natuurverschijnselen vinden plaats in de atmosfeer, en hebben te maken met het weer en de elementen. Neerslagpatronen variëren sterk met locatie. De hoeveelheid neerslag kan uiteenlopen van enkele meters tot minder dan een millimeter per jaar.

## Natuurverschijnselen

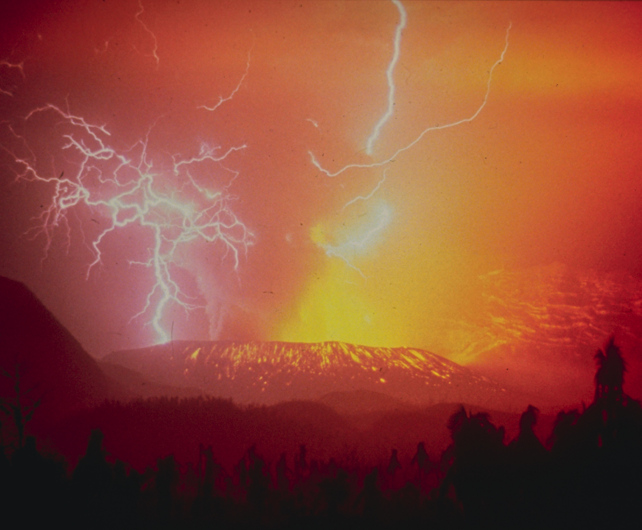
Een vulkaan vertoont een diversiteit aan natuurverschijnselen.

Natuurverschijnselen zijn vaak abiotische fenomenen. Deze zijn op Aarde te vinden, maar bijvoorbeeld zons- en maansverduistering, zonnevlammen en vallende sterren zijn astronomische verschijnselen. Natuurverschijnselen op Aarde zijn bijvoorbeeld aardbevingen, vulkaanuitbarstingen en vloedgolven. Plagen worden ook wel aangeduid als natuurverschijnsel.
De atmosfeer is een chaotisch systeem, waarbij kleine veranderingen in de omgeving grote gevolgen kunnen hebben. De atmosfeer speelt een sleutelrol in het wereldwijde ecosysteem, en het weer dat zich erin afspeelt is zeer bepalend voor het soort natuur dat er aangetroffen wordt. De seizoenen ontstaan door de axiale variatie van de aardas en de zonnestraling.
Onweer produceert bliksem en gaat dikwijls vergezeld van neerslag, zoals regen, sneeuw of hagel. Winden als tornado's, orkanen en cyclonen maken grote hoeveelheden energie vrij, en hebben een grote invloed op de omgeving. Het leven past zich aan, of sterft uit; een natuurlijke bosbrand maakt ruimte voor nieuw leven, en diverse levensvormen zijn afhankelijk van de seizoensgebonden variaties van het weer.

## Leven

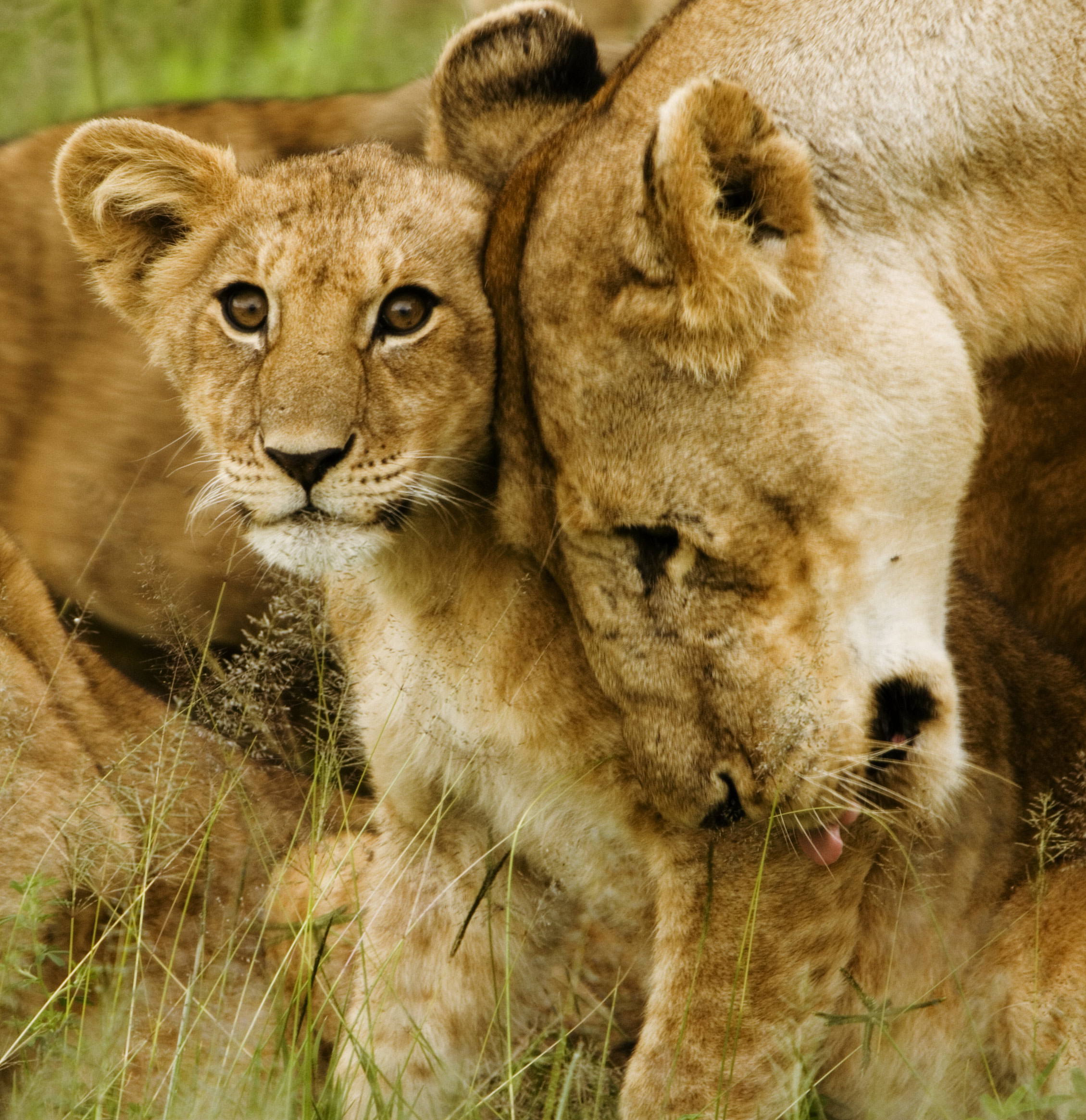
Een leeuwin geeft haar welp een kopje. Voortplanting is een belangrijke factor in het voortbestaan van leven.

Binnen de biologie vindt men doorgaans dat leven gekenmerkt wordt door organisatie, metabolisme, groei, aanpassing, stimulus-respons, en voortplanting. Leven is de karakteristieke staat van organismen.
De planeet Aarde is de enige plaats waar leven is aangetroffen. Kenmerkende eigenschappen van Aardse levensvormen (planten, dieren, schimmels, protisten, archaea en bacteriën) zijn dat zij opgebouwd zijn uit één- of meer cellen, grotendeels bestaan uit koolstof en water en een complexe organisatie kennen.
De biosfeer is het deel van de atmosfeer, hydrosfeer en vaste Aarde waar leven voorkomt. De biotische processen en abiotische processen beïnvloeden elkaar en vormen samen ecosysteem waarin alle levende wezens met elkaar en met de omgeving in een dynamisch evenwicht zijn. De aarde bevat meer dan 75 triljard ton biomassa.
Meer dan de helft van alle soorten organismen (zonder de virussen mee te rekenen) leven parasitair, dat wil zeggen ten koste van andere organismen. Meer dan 90% van de totaal aanwezige biomassa is plantaardig. Dierlijk leven is zeer afhankelijk van planten. Er zijn meer dan 2 miljoen dier- en plantensoorten beschreven en schattingen van het daadwerkelijke aantal bestaande soorten variëren van enkele miljoenen tot ruim over de 50 miljoen.
Het aantal soorten op aarde varieert door evolutie en het uitsterven van soorten. Het aantal soorten neemt de afgelopen eeuw af, als gevolg van menselijke activiteiten zoals vernietiging van de habitat en jacht.

## Wildernis

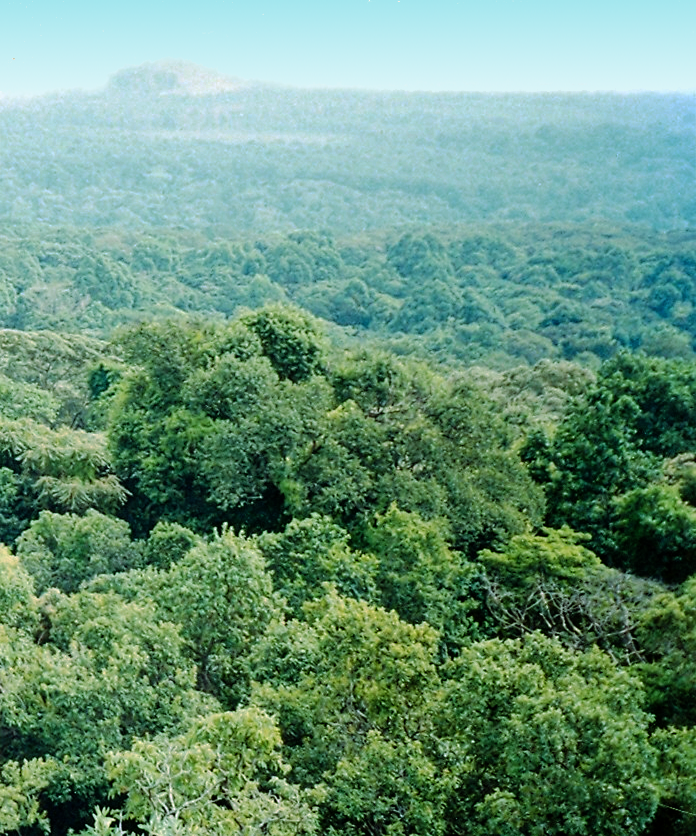
Oerwouden en regenwouden vormen een groot deel van de groene wildernis.

Wildernis of ongerepte of oorspronkelijke natuur zijn die gebieden, die niet zijn beïnvloed of veranderd door menselijke activiteiten. Wildernisgebieden worden belangrijk geacht voor ecologisch onderzoek. Ook worden ze gewaardeerd om culturele, spirituele, morele en esthetische redenen.
Vanaf het midden van de negentiende eeuw groeide in het westen de natuurbeschermingsbeweging en werd natuurbehoud een belangrijk streven. Meestal door overheden werden bepaalde gebieden aangewezen als natuurreservaat of nationaal park. In de Verenigde Staten stond wildernis centraal, in Europa ging het veelal om door de mens bewerkte landschappen, zeker in Nederland, België, Duitsland en Engeland.
Vanaf omstreeks 1980 zijn in de Verenigde Staten en Europa via "rewilding"-projecten gebieden aan de natuur overgelaten. Aan het eind van de twintigste eeuw groeide het besef dat het maken van wildernis niet eenvoudig is, mede door de opwarming van de Aarde als gevolg van menselijke invloed. Om aan te geven dat veel ecosystemen door mensen beïnvloed zijn en dat niet anders kan, is het begrip novel ecosystems geïntroduceerd.
Er wordt geschat dat tussen de 20 en 50% van het aardoppervlak grotendeels wildernis is. Een deel daarvan, in 2003 zo'n 10,9% van het aardoppervlak, is aangewezen als beschermd gebied. Dergelijke wildernisgebieden zijn onder meer delen van de toendra, taiga, regenwouden, het Tibetaans Hoogland, de Australische outback en woestijnen als de Sahara en de Gobi.

## Esthetica, ethiek, filosofie en recht

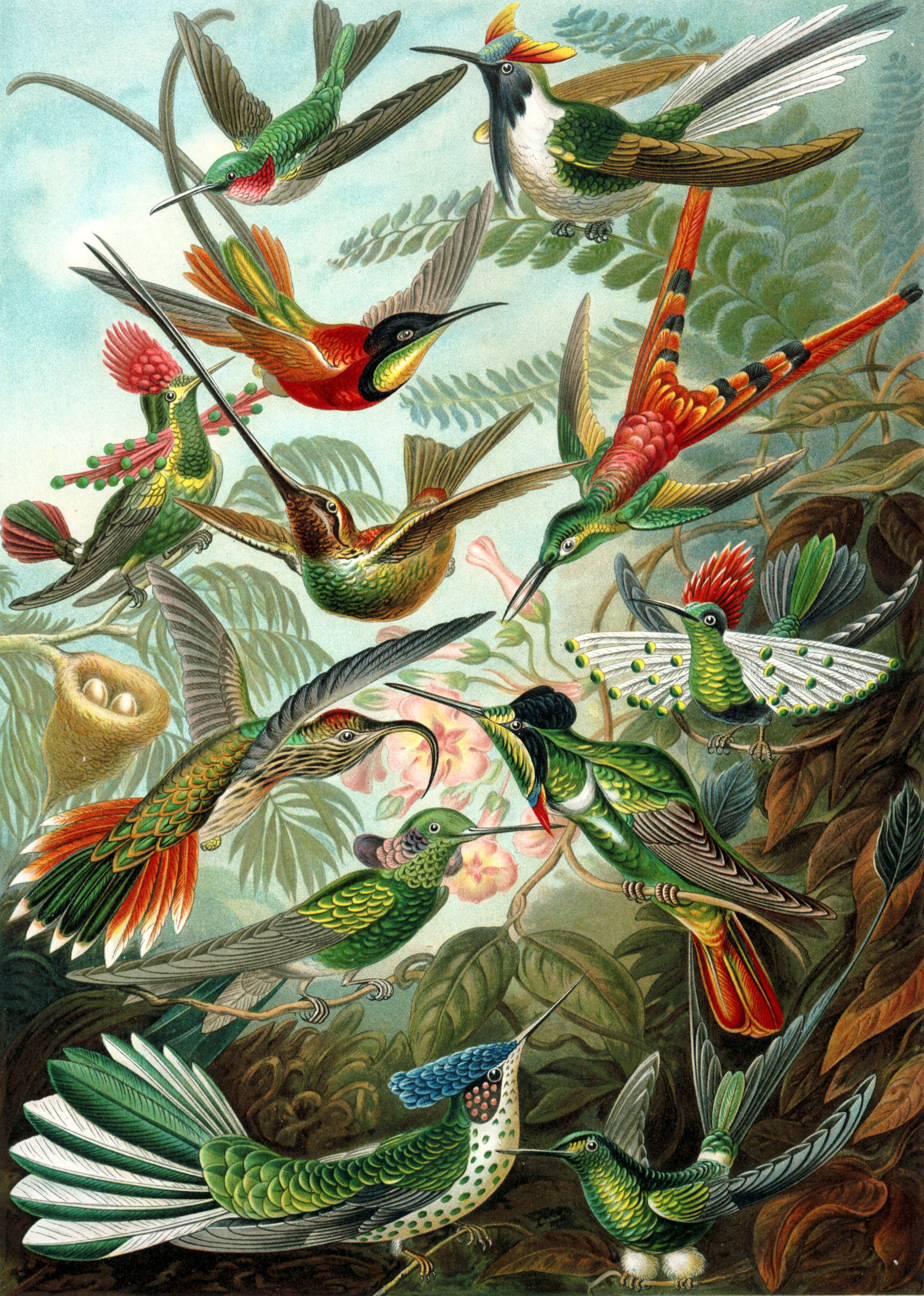
Kleurige kolibrieën volgens de Kunstvormen van de Natuur van Ernst Haeckel.

De natuur is ook onderwerp van studie binnen de ethiek, esthetica en filosofie. In deze studies wordt nagegaan hoe mensen de natuur waarderen of ervaren en welke kenmerken van de natuur deze ervaring, waardering en zingeving bepalen.
Waarschijnlijk is sinds de prehistorie de natuur verbonden met schoonheid en zingeving. De natuuresthetiek bestudeert onder andere hoe mensen de natuur ervaren. Kenmerken van de natuur zoals symmetrie of grilligheid en variatie lijken daarbij een rol te spelen.
Ook buiten de westerse cultuur zijn er relaties tussen natuur en esthetiek. In China bijvoorbeeld ontstond gedurende de Tangdynastie (618–907) traditie om landschappen af te beelden. Het realisme was een belangrijk aspect van Chinese schilderkunst, en had grote invloed op de Aziatische kunsten. Kunstenaars beeldden bergen en rivieren af vanuit het perspectief van de natuur als geheel en op basis van hun begrip van de natuur, als gezien door de ogen van een vogel. In de 13e eeuw tijdens de Songdynastie nam kunstenaar Shi Erji in de lijst van twaalf dingen om bij het schilderen te vermijden tafereel zonder enige door de natuur ontoegankelijk gemaakte plaats op.
In de Romantiek ontstond in de westerse cultuur het idee dat de wildernis intrinsieke waarde had. Kunstenaars als John Constable en William Turner probeerden natuur vast te leggen in schilderijen. Voor die tijd toonden schilderijen vooral religieuze taferelen. De poëzie van William Wordsworth beschrijft bewondering voor de natuur, die voorheen als een gevaarlijke plaats werd gezien. Het verheerlijken van de natuur werd een aspect van de westerse cultuur.
Daartegenover stond overigens een utilistische natuurethiek die dominant was.
Sommige hedendaagse wetenschappers zijn ervan overtuigd dat de natuur schoonheid bezit. De Franse wiskundige Henri Poincaré noemde het de diepere schoonheid van de harmonieuze ordening van de delen, die een pure intelligentie kan begrijpen.
In de jaren 1970 vond in het Amerikaans milieurecht het principe ingang dat sommige natuurelementen zoals bomen of rivieren een subjectief recht konden doen gelden. Als aan bedrijven rechten worden kunnen worden toegekend, zo kan beredeneerd worden, dan ook aan natuurlijke objecten zoals bomen. Sinds begin 21e eeuw is het principe in sommige landen wet geworden.